# Lavilleneuve-au-Roi
Lavilleneuve-au-Roi és un municipi francès, situat a la regió del Gran Est, al departament de l'Alt Marne.
L'1 de gener de 2012, aquest municipi se separa del municipi d'Autreville-sur-la-Renne, amb el qual havia estat unit des de l'1 de juny de 1972.